# La edad de la ignorancia
La edad de la ignorancia (L’Âge des ténèbres) es una película dirigida por Denys Arcand, en 2007, de copodrucción franco-canadiense. Este título cierra el tríptico del director, iniciado en 1986 con El declive del imperio americano y seguido en 2003 con Las invasiones bárbaras, configurado en torno a una crítica pesimista de la cultura occidental moderna.

## Argumento
A Jean-Marc (Marc Labrèche) le gustaría ser un buen actor en el escenario y, como no, un gran seductor. Pero nada más lejos de la realidad, es un padre fracasado que fuma a escondidas... Un día decide dar el paso y hacer sus sueños realidad...